# High Altitude Venus Operational Concept

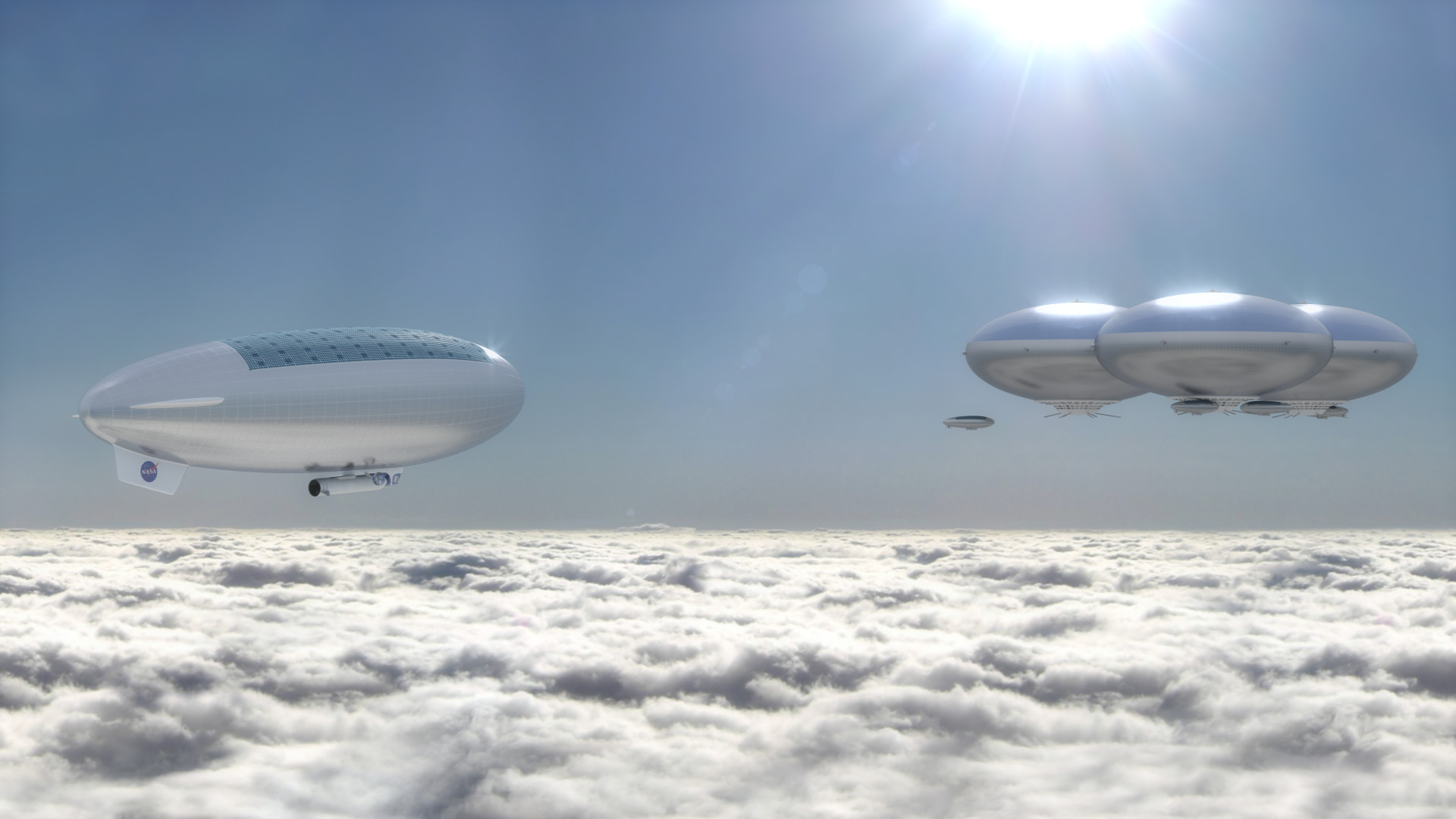
Representació artística d'un lloc flotant amb tripulació de la NASA a Venus

High Altitude Venus Operational Concept (HAVOC) és un conjunt de conceptes de missió de la NASA al planeta Venus. Es preveu que la totalitat de les porcions humanes de les missions es realitzarien des d'embarcacions més lleugeres que les naus aèries o des de l'òrbita, i treu importància als aterratges tradicionals.

## Antecedents
Venus és un planeta amb un efecte hivernacle descontrolat, amb temperatures i pressions superficials de 467 °C i 93 bars (9300 kPa), respectivament. Per tant, les missions humanes a Venus històricament han estat considerades poc pràctiques, si no impossibles. No obstant això, Venus té avantatges per als viatges amb tripulació, com la gravetat terrestre (90% de la gravetat de la Terra), una atmosfera que proporciona un nivell de protecció contra la radiació solar i interestel·lar, i una proximitat molt més gran en comparació amb Mart.
Mentre que totes les missions terrestres van mesurar el seu temps d'operació en minuts o hores, les missions soviètiques Vega van tenir èxit en el llançament de petits globus, que van funcionar fins que es van esgotar les seves bateries (dies). A 55 km d'altitud, l'atmosfera de Venus és de 27 °C i 0,5 bar (50 kPa) (la pressió equivalent a uns 5.500 m de la Terra). Tanmateix, a causa de la gran quantitat de CO₂, la densitat per a una pressió donada és més gran que en l'atmosfera terrestre, per tant, l'aire transpirable actua com un gas flotant a l'altitud. Al mateix temps, la gravetat a l'altitud proposada és de 8,73 m/s² davant dels 9,81 m/s² en la superfície de la Terra.
Venus té una magnetosfera induïda per la interacció de la seva espessa atmosfera amb el vent solar i la seva proximitat més propera al Sol la porta més lluny dins el camp magnètic del Sol, el que disminueix els nivells de radiació interestel·lar. Amb l'addició del reduït temps d'exposició a l'espai profund, els nivells de radiació anticipats pels astronautes són potencialment molt menors que una missió equivalent de Mart.

## Conceptes de missió

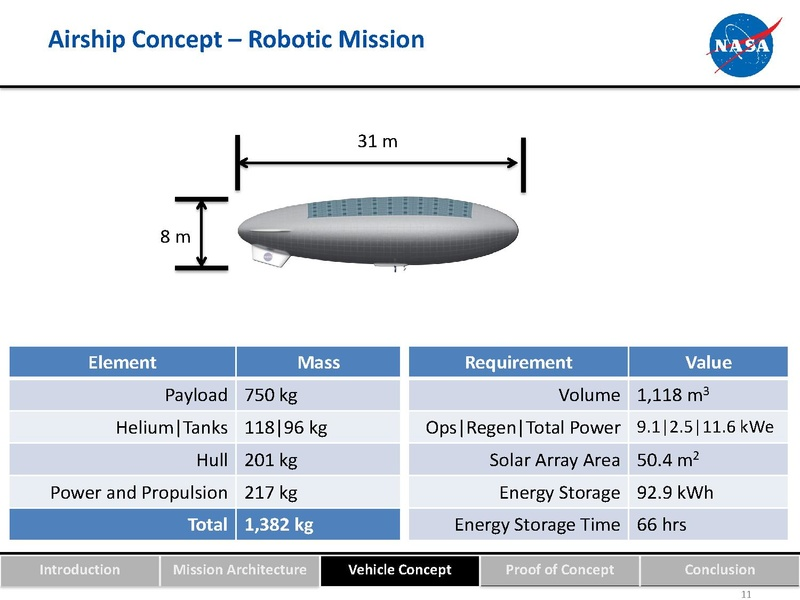
Especificacions suggerides per al dirigible robòtic

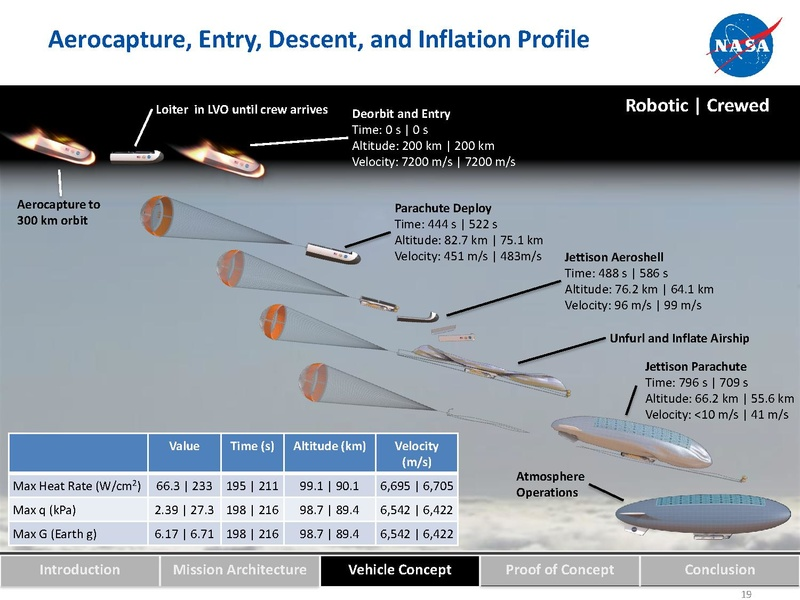
Diapositiva que detalla la seqüència d'esdeveniments per la baixada tripulada

### Fase 1
La fase 1 implica una exploració robòtica a través d'un dirigible de 31 m de longitud. S'utilitzaria per provar moltes de les tecnologies que s'utilitzarien en la versió de la tripulació, incloent els sistemes dirigibles, d'energia, i l'aerocaptura i el trineu de descens.

### Fase 2
La fase 2 és per als astronautes en òrbita al voltant de Venus. Els components individuals es muntarien de forma remota, i la tripulació s'uniria al conjunt més gran quan es completessin tots els preparatius. Hi hauria un mòdul de retorn enviat a la baixa òrbita de Venus per davant dels astronautes, amb els quals es trobarien a l'òrbita venusiana, abans de tornar a la Terra.

### Fase 3
La fase 3 implica descendir a l'atmosfera. L'aeroclosca s'utilitzaria per a la dissipació de la calor. Es posaria en marxa un paracaigudes per frenar encara més l'embarcació, abans d'inflar finalment el dirigible. Un cop inflats, la tripulació viuria en el dirigible per un període equivalent a trenta dies terrestres, abans de desprendre's i ascendir en el vehicle d'ascens de Venus.